# 最佳电影列表

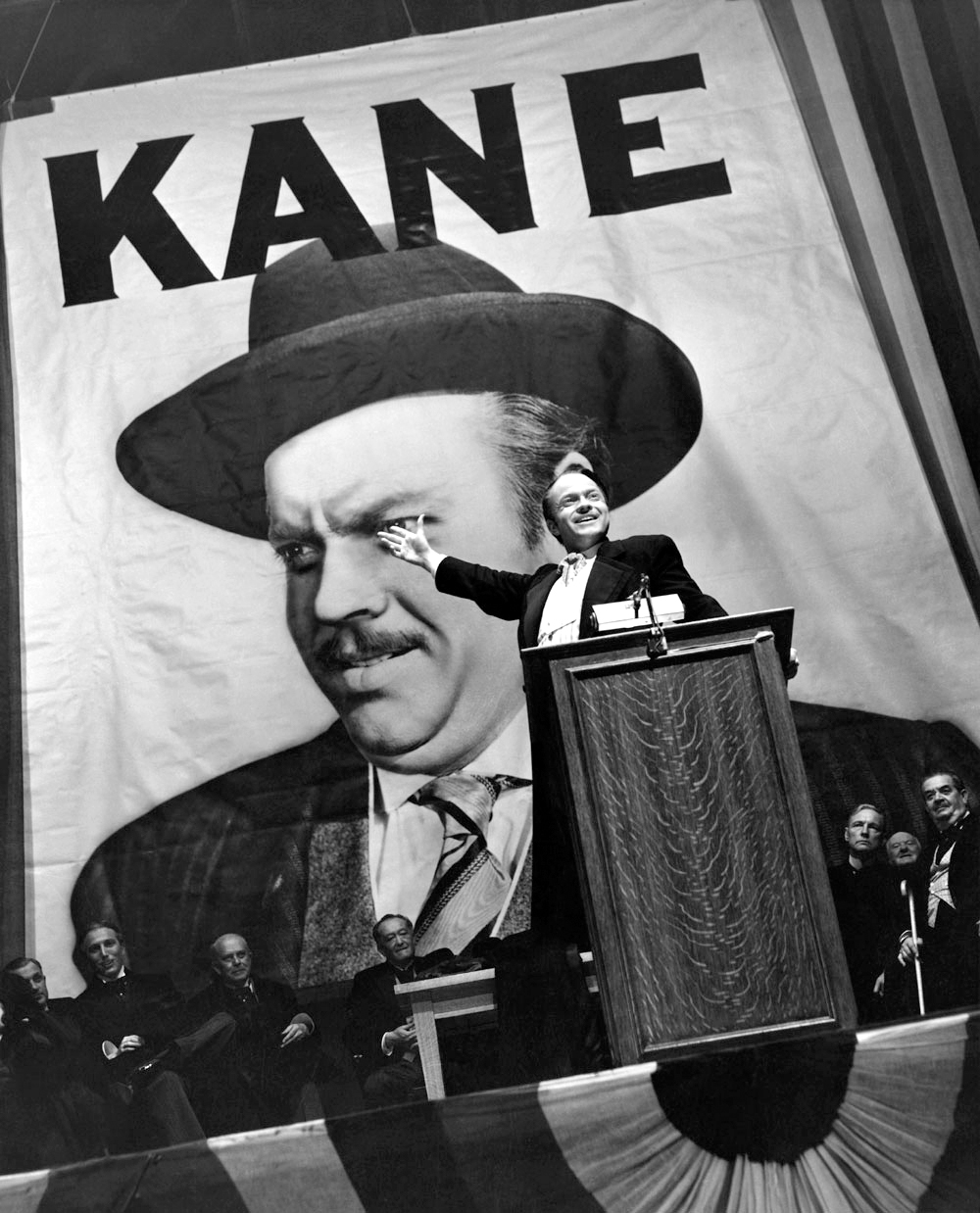
由奥森·韦尔斯主演和导演的《公民凯恩》(1941) 在国际民意调查中一直名列前茅，包括连续五十年在英国电影学会的“视与听”评论家调查中排名第一。

这是在国内外影评人和公众调查中被投票评为最佳的电影名单。
一些调查关注所有的电影，而另一些则关注特定类型或国家。投票制度各不相同，一些调查存在自我选择或人口统计偏差等偏见，而另一些调查可能容易受到重复投票等干扰形式的影响。

## 评论家和电影制作人

### 视与听

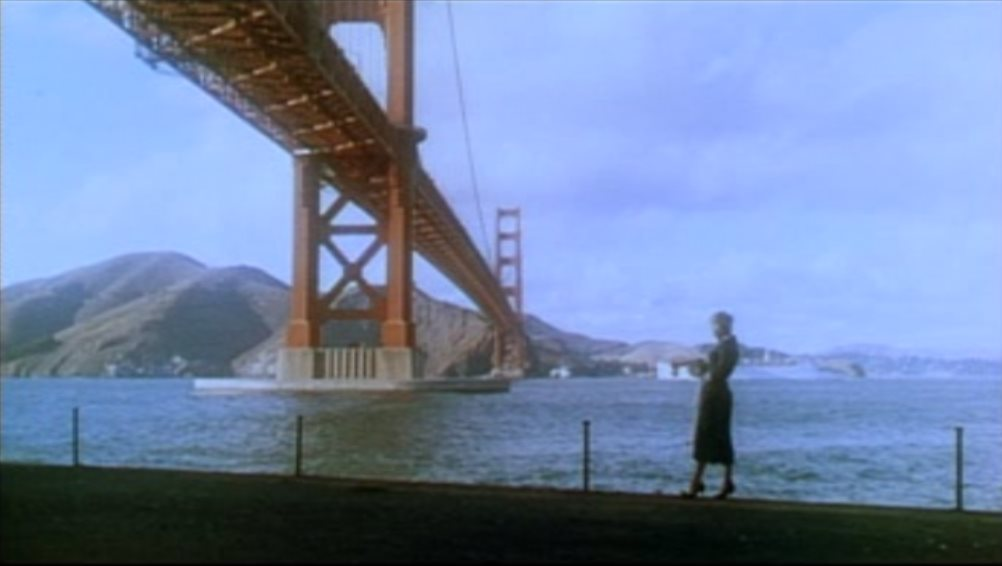
《迷魂記》(1958) 在2012年英国电影学会十年一度的影评人调查中排名第一，在2022年的调查中排名第二。

从1952年开始，每隔十年，英国电影杂志《视与听》(Sight and Sound)都会邀请一个国际电影评论家小组为有史以来最伟大的电影投票。自1992年以来，他们还邀请导演在另一项单独的投票中投票。1952年有63位评论家参加，1962年有70位评论家，1972年有89位评论家，1982年有122位评论家，1992年有132位评论家和101位导演，2002年有145位评论家和108位导演，2012年有846位评论家和358位导演，2022年有1639位评论家和480位导演。
这项调查被认为是最重要的“有史以来最伟大的电影”名单之一。美国评论家罗杰·埃伯特形容它是“迄今为止无数伟大电影民意调查中，最受尊敬的一个——也是唯一一个大多数严肃的电影人认真对待的”。
其中：
- 《偷自行车的人》(1948) 在1952年的第一次投票中以25票位居榜首。
- 《公民凯恩》(1941) 连续五次民意调查中排名第一，1962年有22张选票，1972年有32张选票，1982年有45张选票，1992年有43张选票，2002年有46张选票。1992年和2002年，它分别以30票和42票位居导演投票的榜首。
- 《迷魂记》(1958) 在2012年的评论家投票（英语：The Sight & Sound Greatest Films of All Time 2012）中以191票位居榜首，超过了《公民凯恩》。
- 《东京物语》(1953) 在2012年的導演投票中，他以48票位居榜首，也击败了《公民凯恩》。
- 《让娜·迪尔曼》(1975) 在2022年的评论家调查中名列榜首。
- 《2001太空漫游》(1968) 在2022年的導演投票中名列榜首。

### 其他民意调查

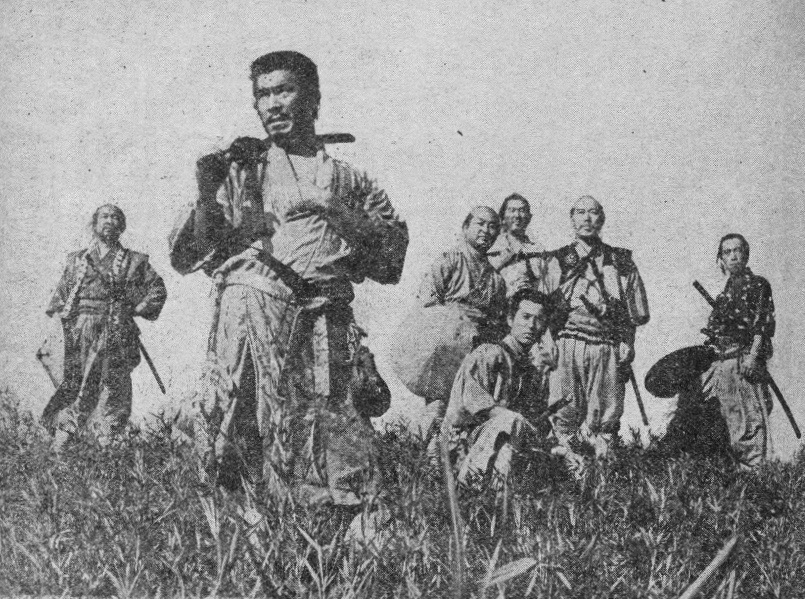
《七武士》（1954）在BBC最佳外语电影评选中排名第一，同时在多个日本评选中也名列前茅。

- 《战舰波将金号》（1925）在1951年比利时世界电影与美术节评选半个世纪最佳电影时，以32票排名第一，全球63位电影专业人士（主要是导演）参与了此次投票。[3]它在1958年布鲁塞尔世界博览会中调查了来自26个国家的117位专家时，也排名第一。[4]

- 《公民凯恩》（1941）在2007年法国杂志《电影手册》组织的对78位法国影评人和历史学家进行最佳电影投票中，以48票排名第一。[5]同时，在2012年中国网站Cinephilia.net对135位中文影评人、学者、策展人和文化工作者进行最佳电影投票时，也以48票排名第一。[6][7]此外，在1999年西班牙电影杂志《Nickel Odeon（西班牙语：Nickel Odeon (revista)）》对150位西班牙电影专家进行最佳电影投票时，以49票排名第一。[8]

- 《七武士》（1954）在2018年BBC的调查中（英语：BBC's 100 Greatest Foreign-Language Films）被评为最佳外语（非英语）电影。参与调查的209名评论家来自43个不同的国家，共使用41种语言。[9]

## 流派或媒体

### 动作电影
- 《疯狂的麦克斯2》(1981) 在2015年美国《滚石》杂志的读者投票中被评为有史以来最伟大的动作片。[10]
- 《虎胆龙威》(1988) 在2014年纽约Time Out对50位导演、演员、评论家和专家进行的投票中，他以21票当选为有史以来最佳动作片。[11]

### 动画电影(短片和剧情长片)
- 《木偶奇遇记》（1940）在2014年由《Time Out》举办的动画师、电影制作人、评论家、记者和专家投票中被评为史上最佳动画电影。[12][13]
- 《什么是歌剧？（英语：What's Opera, Doc?）》（1957），一部兔八哥动画片，被1994年出版的《50部最伟大的卡通》一书中的1000位动画专业人士选为史上最伟大的动画短片。[14]
- 《迷雾中的小刺猬（英语：Hedgehog in the Fog）》（1975）在2003年拉普塔动画节的最佳动画电影投票中被评为第一名。共有来自世界各地的140位动画师参与投票。[15][16]
- 《故事中的故事（英语：Tale of Tales (1979 film)）》（1979）在1984年动画奥林匹克大赛的投票中排名第一，获得了17票。这次大赛由35位国际记者、学者、电影节导演和动画节目制作人组成的评审团评选出最佳动画电影。[17][18]此外，该作品还在1997年由第四台的动画杂志《Dope Sheet》组织的投票中排名第一，以及2002年萨格勒布动画节的投票中排名第一。[18]
- 《风之谷》（1984）在日本新媒體動漫藝術節举办的2006年最佳动画评选中排名第一，由8万名参与者投票选出。[19]
- 《天空之城》（1986）在2008年Oricon举办的动画观众投票中被评为第一名。[20]
- 《玩具总动员》（1995）在《史上最佳100部动画电影》榜单上被评为第一名，该榜单由在线影评人协会发布于2003年3月。投票者从超过350部电影的列表中进行选择。[21]它还在2009年3D重映时，在4000名电影爱好者的“史上最佳动画电影”投票中排名第一。[22]

### 圣诞电影
- 《生活多美好》(1946) Axios和SurveyMonkey在2018年进行的一项观众投票中评选出最伟大的圣诞电影（英语：List of Christmas films）。[23]
- 《虎胆龙威》(1988) 被英国电影杂志《帝国杂志》评为2015年最伟大的圣诞电影。[24]

### 喜剧电影
- 《热情如火》(1959) 在2017年，英国广播公司对来自52个国家的253位影评人进行了一项民意调查，结果被评为有史以来最佳喜剧电影。[25]
- 《闪亮的马鞍》(1974) 在2014年美国杂志《滚石杂志》的读者投票中，他被评为有史以来最搞笑的电影。[26]
- 《万世魔星》(1979) 在2006年，英国电视网第四频道对超过22000人进行了一次民意调查，结果被评为有史以来最伟大的喜剧。[27]在2000年英国电影杂志Total Film（英语：Total Film）[28]和2007年英国报纸卫报[29]进行的民意调查中，这部电影也被评为最伟大的喜剧电影。
- 《摇滚万万岁》(1984) 在2016年， Time Out London 对70多名喜剧演员、演员、作家和导演进行了一项民意调查，结果被评为有史以来最佳喜剧电影。[30][31]

### 灾难电影
- 《波塞冬历险》(1972) 在2004年5月对 UCI 影院（英语：UCI Cinemas）的500名员工进行的调查中，他被评为最佳灾难片。[32]

### 纪录片
- 《持摄影机的人》(1929) 在2014年一项由238位评论家、策展人和学者（包括许多纪录片专家）和103位电影制作人参与的视与听投票中，以125票（100位评论家和25位电影制作人）当选为有史以来最伟大的纪录片。[33]
- 《篮球梦（英语：Hoop Dreams）》(1994) 2007年被国际纪录片协会（英语：International Documentary Association）(IDA)评为有史以来最伟大的纪录片。从700多部电影中选出的选民。[34]
- 《科伦拜校园事件》（2002）在国际纪录片协会2002年评选出的20部最受欢迎的非小说类影片中名列榜首。[35]

### 奇幻电影
- 《指环王：护戒使者》(2001) 美国《连线》杂志在2012年进行的一项读者调查显示，《指环王：双塔奇兵》(2002)和《指环王：王者归来》(2003)分别位列第四和第三，被评为有史以来最伟大的奇幻电影。[36]

### 恐怖电影
- 《驱魔人》(1973) 在2012年由Time Out London进行的150名专家投票中以53票当选为有史以来最佳恐怖电影。[37]2015年，HitFix对104名恐怖片专业人士进行了一项调查中，该片以67票当选为最佳恐怖片[38][39]。此外，在 2014 年《滚石》杂志举办的读者投票中位居榜首。[40]
- 《德州电锯杀人狂》(1974) 在英国电影杂志Total Film（英语：Total Film）2005年最佳恐怖电影排行榜上名列第一[41]。2010年，它在另外一项由主要导演和恐怖电影明星参与的全电影投票中获得第一名[42]。

### LGBT电影
- 《断背山》(2005) 在2016年由Time Out对28位导演、演员和编剧进行的调查中，被评为最佳同性电影。[43][44]
- 《卡罗尔》(2015) 在2016年英国电影协会对100多位影评人、电影制作人、程序员、作家、策展人和学者进行的调查中，被评为最佳同性电影。[45][46]

### 音乐电影
- 《西区故事》(1961) 在2007年的一项民意调查中被英国《观察家报》的读者评为最佳银幕音乐剧。
- 《洛基恐怖秀》(1975) 在2017年的一项民意调查中，被《滚石》杂志的读者评为最佳音乐电影。

### 爱情电影
- 《卡萨布兰卡》(1942) 由西班牙电影杂志 Nickel Odeon（西班牙语：Nickel Odeon） 组织的一项针对100名专家的调查显示，在1996年，他以56票当选为有史以来最佳爱情电影。
- 《相见恨晚（西班牙语：Brief Encounter）》(1945) 在2013年由Time Out London对101位专家进行的投票中以25票当选为有史以来最佳爱情电影。
- 《泰坦尼克号》(1997) 在2011年2月，Fandango进行的一项民意调查显示，他被评为有史以来最浪漫的电影。

### 科幻电影
- 《2001太空漫遊》(1968) 在2014年由Time Out London进行的一项由136位科幻专家、电影制作人、科幻作家、电影评论家和科学家参与的投票中，他们以73票当选为有史以来最佳科幻电影。2002年，115名在线影评人协会的成员评选出有史以来最佳科幻电影。2014年滚石进行的一项读者调查显示，这本书名列榜首。
- 《银翼杀手》(1982) 2004年，由英国《卫报》召集的56位科学家组成的小组评选出最佳科幻电影。在英国《新科学人》杂志2008年的读者投票中，《银翼杀手》以12% 的得票率被评为“有史以来最受欢迎的科幻电影”。在2011年由Total Film（英语：Total Film）杂志进行的一项民意调查中，该片名列榜首。
- 《冲出宁静号》(2005) 在SFX杂志2007年对3000人进行的调查中被评为最佳科幻电影。

### 无声电影
- 《战舰波将金号》(1925) 在1964年由瑞典电影杂志Chaplin（瑞典语：Chaplin (filmtidskrift)）组织的一项针对50名瑞典电影专业人士的调查中，他以32票当选为最佳无声电影。

### 运动电影
- 《洛奇》(1976) 以18.7% 的得票率荣登英国网站数码间谍2012年“有史以来最伟大的运动片”在线投票榜榜首。选民们从25部电影中做出了选择。在《The Athletic》组织的2020年民意调查中，该片还被评为有史以来最佳体育电影。他们要求120名小组成员提名他们最喜欢的体育电影，然后从1到100给每个提名打分。至少有10个评级的电影有资格进入最终名单。洛奇的平均收视率最高，为91.04

### 超级英雄电影
- 《超人》(1978) 在维珍媒体2018年对1000名英国成年人进行的民意调查中，被评为最伟大的超级英雄电影。
- 《蝙蝠侠：黑暗骑士》(2008) 在美国《滚石杂志》2014年进行的读者投票中被评为最伟大的超级英雄电影。
- 《黑暗騎士：黎明昇起》(2012) 《福布斯》杂志将其评为最佳漫画超级英雄银幕改编电影，超越了其主要竞争对手《复仇者联盟》和三部曲中的前一部《黑暗骑士》[47]

### 时间旅行电影
- 《回到未來》(1985) 在2012年的一项调查中，独立一线问了53位影评人: “有史以来最好的时间旅行电影是什么?”。

### 战争电影
- 《拯救大兵瑞恩》(1998) 在2008年第四台对100部最伟大的战争电影进行的投票中被评为最伟大的战争片。

### 西部电影
- 《关山飞渡》(1939) 1996年，由西班牙电影杂志Nickel Odeon (revista)（西班牙语：Nickel Odeon）组织的一项由100名专家参与的投票活动中，他以54票当选为有史以来最佳西部片。
- 《荒漠怪客（英语：Johnny Guitar）》(1954) 在《西方世界》评选的27位法国影评人的“十大最佳西部片”中，《西部片》是被引用次数最多的影片。

## 全国民意调查

### 中国
- 《小城之春》(1948) 在2005年香港电影金像奖100部最佳中国电影中名列第一。2010年，香港电影评论学会组织了一项由37位影评人参与的投票，结果25票当选为有史以来最佳中国电影。
- 《霸王别姬》(1993) 上海时光网和北京时光网联合进行的一项民意调查显示，88位国际电影专家共同评选出中国大陆有史以来最佳电影。

## 外部連結
- "The 1,000 Greatest Films" （页面存档备份，存于） at They Shoot Pictures, Don't They?
- The American Film Institute's 100 Years, 100 Movies （页面存档备份，存于）
- Sight & Sound magazine: The 50 Greatest Films of All Time
- The BFI 100: A selection of the favourite British films of the 20th century，存档于（存檔日期 2011-06-29）
- Village Voice 250 best films of the 20th century list，存档于（存檔日期 2008-02-09）